# Вершинне (село)
Верши́нне (до 1948 року — Беш-Уй-Елі; крим. Beş Üy Eli) — село Євпаторійського району Автономної Республіки Крим.

## Населення
Згідно з переписом УРСР 1989 року чисельність наявного населення села становила 153 особи, з яких 63 чоловіки та 90 жінок.
За переписом населення України 2001 року в селі мешкало 405 осіб.

### Мова
Розподіл населення за рідною мовою за даними перепису 2001 року:
| Мова              | Відсоток |
| ----------------- | -------- |
| кримськотатарська | 58,27 %  |
| українська        | 24,94 %  |
| російська         | 14,81 %  |
| єврейська         | 0,25 %   |
| німецька          | 0,25 %   |
| інші              | 1,48 %   |